# Sondereinheit
Die österreichischen Sicherheitsbehörden verfügen über verschiedene uniformierte und kriminaldienstliche Sondereinheiten.

## Kriminaldienstliche Sondereinheiten

### Bundesministerium für Inneres / Generaldirektion für die öffentliche Sicherheit
Der Sondereinheit für Observation (SEO) obliegt die Durchführung von optischen oder akustischen Überwachungen im Rahmen des großen und kleinen Lausch- und Spähangriffs. Zu ihren Aufgaben gehört auch die Lauschabwehr, worunter man die Verhinderung von Auskundschaftungen von Geheimnissen mittels technischer Maßnahme im Rahmen der organisierten Kriminalität versteht, die des Einsatzes hochwertiger Technologie bedarf. Diese moderne Technologie steht der SEO auch zur Verfügung und unterliegt bei deren Anwendung den gesetzlichen Vorgaben sowie der Kontrolle des Rechtsschutzbeauftragen der Justiz.

### Landeskriminalämter
Im Bereich des Kriminaldienstes wurden in den letzten Jahren, um dem stetigen Anstieg der Kriminalität entgegenzuwirken, ebenfalls verschiedene Einsatzgruppen, wie etwa die Einsatzgruppen zur Bekämpfung der Straßenkriminalität (EGS), welche den Landeskriminalämtern der einzelnen Bundesländern zugeordnet sind, gegründet.

## Uniformierte Sondereinheiten
Folgende uniformierte Sondereinheiten existieren in Österreich:

### Bundesministerium für Inneres / Generaldirektion für die öffentliche Sicherheit
Das Einsatzkommando Cobra (EKO Cobra) der Direktion Spezialeinheiten (DSE) ist direkt der Generaldirektion für die öffentliche Sicherheit (GDföS) des Bundesministeriums für Inneres (BMI) unterstellt.

### Bundespolizei
Den Landespolizeidirektionen (LPD) der Bundespolizei sind folgende Sondereinheiten unterstellt:
- die Einsatzeinheiten (EE)
- die Schnelle Interventionsgruppev (SIG), welche der Abteilung Schnelle Reaktionskräfte (SRK) der jeweiligen Landespolizeidirektionen, außer der Landespolizeidirektion Wien (LPD Wien), angehören und als Bindeglied zwischen dem 'normalen' Streifendienst und dem Einsatzkommando Cobra zum Einsatz kommen.

#### Landespolizeidirektion Wien
Bei der Landespolizeidirektion Wien besteht die Abteilung für Sondereinheiten (ASE), welche aus folgenden Einheiten zusammengesetzt ist:
- ASE 1: Die ASE 1 besteht aus der Wiener Einsatzgruppe Alarmabteilung (WEGA) und wird in erster Linie bei Einsätzen mit erhöhtem Gefährdungsgrad angefordert. Auch wenn die WEGA im Laufe der Jahre vielfach reformiert wurde, ist sie die älteste polizeiliche Sondereinheit Österreichs und Vorbild für andere Einheiten wie der Schnelle Interventionsgruppen SIG oder der Unterstützungsstreife für erschwerte Einsatzlagen (USE) der Hamburger Polizei.
- ASE 2: Die ASE 2 ist die Polizeidiensthundeeinheit (PDHE) welche bei der Bekämpfung von strafbaren Handlungen mit dem Diensthund im Einsatz ist.
- ASE 3: Die ASE 3 verfügt über keine eigene Bezeichnung und ist für den Objektschutz im Wiener Regierungsviertel zuständig.[2]

### Justizwache
Beim Exekutivkörper Justizwache, welche dem Bundesministerium für Justiz (BMJ) – mit den vier Oberlandesgerichten Wien, Graz, Linz und Innsbruck als Dienstbehörden – unterstellt ist, besteht als Sondereinheit die Justizwache Einsatzgruppe (JEG).

## Grundlagen
Die Aufgaben- und Zuständigkeitsbereiche sämtlicher uniformierter und kriminaldienstlicher Sondereinheiten, die direkt dem BMI unterstellt sind (wie das EKO Cobra und die Sondereinheit für Observation (SEO)), regelt unter anderem die Sondereinheiten-Verordnung des BMI, jene der JEG ergeben sich hauptsächlich aus Bestimmungen des österreichischen Strafvollzugsgesetzes (StVG) und der Vollzugsordnung für Justizanstalten (VZO).